# Verónica Langer
Verónica Langer (Buenos Aires, 11 giugno 1953) è un'attrice argentina.

## Filmografia parziale

### Cinema
- Miroslava, regia di Alejandro Pelayo (1993)
- Novia que te vea, regia di Guita Schyfter (1994)
- La reina de la noche, regia di Arturo Ripstein (1994)
- Todo el poder, regia di Fernando Sariñana (2000)
- Y tu mamá también - Anche tua madre (Y tu mamá también), regia di Alfonso Cuarón (2001)
- Il crimine di padre Amaro (El crimen del padre Amaro), regia di Carlos Carrera (2002)
- Efectos secundarios, regia di Issa López (2006)
- Il bufalo della notte (El búfalo de la noche), regia di Jorge Hernandez Aldana (2007)
- Charm school - Ragazze incorreggibili (Niñas mal), regia di Fernando Sariñana (2007)
- El viaje de la nonna, regia di Batan Silva (2007)
- Hasta el viento tiene miedo, regia di Gustavo Moheno (2007)
- Cinco días sin Nora, regia di Mariana Chenillo (2008)
- Daniel & Ana, regia di Michel Franco (2009)
- Hilda, regia di Andres Clariond (2014)
- Los árboles mueren de pie, regia di Roberto Girault (2015)
- La Caridad, regia di Marcelino Islas Hernández (2016)
- La Habitación, registi vari (2016)
- Territorio, regia di Andres Clariond (2020)
- Apprendista papà (Ahí te Encargo), regia di Salvador Espinosa (2020)
- Soy Tu Fan: La Película, regia di Mariana Chenillo (2022)

### Televisione
- Retrato de familia - serie TV, 77 episodi (1995-1996)
- Marisol - serie TV, 70 episodi (1996)
- Mirada de mujer - serie TV, 19 episodi (1997)
- Amor en custodia - serie TV, 8 episodi (2005)
- Soy tu fan - serie TV, 20 episodi (2010-2012)
- La candidata - serie TV, 49 episodi (2016-2017)
- Rosario Tijeras - serie TV, 100 episodi (2018-2019)
- La casa de las flores - serie TV, 22 episodi (2018-2020)
- Imperio de mentiras - serie TV, 89 episodi (2020-2021)
- Separati insieme (Everything Will be Fine) - serie TV, 3 episodi (2021)
- Mujer de nadie - serie TV, 45 episodi (2022)
- C.H.U.E.C.O. - serie TV, 13 episodi (2023)

## Riconoscimenti
- Premio Ariel
  - 1993 - "Mejor Actriz de Cuadro" (Miroslava)
  - 2017 - "Mejor Actuación Femenina" (La Caridad)